# B-Wings
B-Wings (B-ウイング?, B-Uingu) è un videogioco arcade del 1984 sviluppato da Data East. Nel 1986 il gioco ha ricevuto una conversione per Nintendo Entertainment System.